# No Man's Land
No Man's Land (укр. Нічийна земля, також відома як No Man's Land: Fight for your Rights!) — відеогра в жанрі стратегії в реальному часі, розроблена німецькою компанією Related Designs та випущена 2003 року компанією CDV Software Entertainment. Дія гри відбувається в часи колонізації Америки. В СНД гра була видана російською мовою компанією 1С і відома під назвою «Колонизация: Битва за новые земли».

## Ігровий процес
Ігровий процес нагадує такий як у стратегіях серії Age of Empires. У кампанії гравцеві належить виконувати конкретні завдання, наприклад, знищити споруду, яку захищають численні війська суперника; вбити визначеного юніта; протриматися визначений час, не давши ворогові, що переважає чисельністю війська гравця, розгромити його; накопичити достатню кількість ресурсів і т. п. У редакторі завдання мають тільки одну мету — знищити всіх супротивників. У редакторі можна налаштувати карту, обрати місце де відбуватимуться воєнні дії (від Карибських островів до прерій Північної Америки), а також сторону та кількість гравців. Для того, щоб перемогти, гравцеві доведеться видобувати ресурси, будувати своє місто, створювати свою армію, вивчати нові технології тощо.

### Сторони
У грі існує шість сторін, за які гравець може грати:
- Англійці
- Іспанці
- Американці
- Поселенці
- Лісні індіанці
- Індіанці прерій

## Сюжет
Сюжет розділено на три частини, кожна з яких розповідає свою історію:
1. Історія іспанця-конкістадора, який бореться проти індіанців (саме в цю кампанію і закладено навчальну місію), після чого виявив зраду свого керівника та згодом здолав його.
2. Історія індіанців, поділена, у свою чергу, на дві частини: одна розповідає про боротьбу всередині клану ірокезів, а інша — про боротьбу індійців Дикого Заходу з колонізаторами.
3. Історія ділиться на три частини: перша розповідає про пілігримів з корабля Мейфлавер, у ході якої головний герой — єгер — бореться проти агресивної політики свого компаньйона-священика, присланого з місіонерською місією. Друга історія розповідає про Війну за незалежність США з боку повстанців. Цікаво, що головний герой цієї історії — лідер повстанців — є нащадком єгеря з попередньої історії. І, нарешті, третя частина розповідає про залізничну кампанію та її боротьбу з конкурентами на Дикому Заході. В хід ідуть найнижчі методи, аж до збройних сутичок.

## Оцінки і відгуки
| Агрегатор  | Оцінка |
| ---------- | ------ |
| Metacritic | 70 %   |

| Видання | Оцінка    |
| ------- | --------- |
| AllGame | 3/5 зірок |
| GameSpy | 3/5 зірок |
| IGN     | 70/100    |

| Видання     | Оцінка    |
| ----------- | --------- |
| Домашний ПК | 3/5 зірок |

Гра отримала в більшості схвальні відгуки і досить високі оцінки, зібравши на агрегаторі Metacritic 70 балів зі 100.
IGN оцінили No Man's Land в 7,6/10. Схвалення отримали інтуїтивно зрозумілий інтерфейс, графіка та звук. Слабкими сторонами було названо брак історичності, складне керування, через яке юніти нерідко не виконують накази чи йдуть на очевидне самогубство.
GameSpy дали грі 3/5, похваливши різноманітність ігрового процесу, але розкритикувавши малоінформативне навчання новій грі.